# Boston Blazers (1992–1997)
Boston Blazers – zawodowa drużyna lacrosse, która grała w National Lacrosse League. Drużyna miała swoją siedzibę w Bostonie w Stanach Zjednoczonych. Rozgrywała swoje mecze na Boston Garden i na TD Banknorth Garden. Drużyna nazywała się wcześniej New England Blazers. Wzięła udział w 6 sezonach.

## Osiągnięcia
- Champion’s Cup:-
- Mistrzostwo dywizji:-

## Wyniki
W-P Wygrane-Przegrane, Dom-Mecze w domu W-P, Wyjazd-Mecze na wyjeździe W-P, GZ-Gole zdobyte, GS-Gole stracone
| Sezon | W-P   | Dom   | Wyjazd | GZ  | GS  |
| ----- | ----- | ----- | ------ | --- | --- |
| 1992  | 3-5   | 2-2   | 1-3    | 101 | 116 |
| 1993  | 2-6   | 2-2   | 0-4    | 93  | 108 |
| 1994  | 4-4   | 1-3   | 3-1    | 93  | 91  |
| 1995  | 5-3   | 2-2   | 3-1    | 93  | 91  |
| 1996  | 6-4   | 4-1   | 2-3    | 146 | 113 |
| 1997  | 4-6   | 3-2   | 1-4    | 120 | 135 |
| Razem | 24-28 | 14-12 | 10-16  | 646 | 654 |